# Japonactaeon punctostriatus
Japonactaeon punctostriatus is een slakkensoort uit de familie van de Acteonidae. De wetenschappelijke naam van de soort is voor het eerst geldig gepubliceerd in 1840 door C. B. Adams.